# アラビア (小惑星)
アラビア (1157 Arabia) は小惑星帯の小惑星である。カール・ラインムートがハイデルベルクのケーニッヒシュトゥール天文台で発見した。
アラビア半島に因んで名付けられた。
2008年3月に福島県で掩蔽が観測された。